# R2リンク
R2リンク(R2Link)は、株式会社R2リンクが運営する、流通小売業界の現場人をネットでつなげるために開設されたソーシャル・ネットワーキング・サービス(SNS)である。

## 概要
2006年11月01日にサービス開始。流通小売業界に特化したSNSとしては日本で唯一の存在である。
サービス名の「R2リンク(アールツーリンク）」は、RyutsuのRと、RetailのRの2つを組み合わせた造語で、流通小売業界で働く人たちをネットでつなげて、参加者同士の交流が深まることを願って名付けられた。
2017年1月31日をもってサービス終了。

## 経緯
＠ニフティ（アットニフティ）（旧ニフティサーブ）のフォーラムシステムが2007年3月末で終了、そのサービスの一つだった流通フォーラムを継承発展させるために立ち上げられた。発足当初には流通フォーラムのアクティブメンバーが参集し、立ち上げを支えた。

## 特徴
R2リンクは会員制だが招待制を取っておらず、会員登録はメールアドレスさえ持っていれば誰でも参加可能で、無料で登録できる。
2009年1月現在　約830名程の登録がされており、小売業、メーカー、中間卸、一般消費者、コンサルタントなど、流通に関わるメンバーが登録・コミュニケーションを行っている。ただし登録に当たっては職業などの制限はなく、一般消費者としての参加も行われている。
匿名性のSNSとなっており、所属企業名など個人情報の公開は任意とされており、より自由なコミュニケーションができる環境整備が行われている。

### オフライン媒体とのコラボレーション
業界誌月刊マーチャンダイジングとのコラボレーション企画が行われており、R2Linkユーザー対象にアンケート企画が行われるなど、オフライン媒体とのコラボレーションも積極的に行っている。

### ランキングシステム
流通を中心としたSNSということもあり、ユニークなポイントランクシステムを採用している。
発言数やコメント、被参照数など様々な要素によりポイントが加算され、その加算されたポイントにより、「でっち」「あるばいと」「ぱーと」「たんとう」など、ランキングが上がるようになっている。これに際しての必要ポイント数や行動ごとのポイント換算については公開がされていない。
このランキングについては、OpenPNEの仕様により、本人のみ公開・閲覧が可能となっている。

### SNSのシステム
SNSの環境としてオープンソースのSNS運営用サーバサイドプログラムであるOpenPNE（オープンピーネ）を利用しており、一部機能を除き携帯電話からの利用も可能となっている。
OpenPNEの機能でもあるが、日記・コメントに小窓機能が搭載されており、画像ファイル、YouTube、ニコニコ動画、Google マップ、ぐるなび、価格.com
などの情報を表示することが可能となっており、よりビジュアル的な情報交流が可能なシステムをベースにしている。